# Wolfenhof (Teuschnitz)
Wolfenhof ist ein Gemeindeteil der Stadt Teuschnitz im Landkreis Kronach (Oberfranken, Bayern).

## Geographie
Die Einöde liegt auf einem Bergrücken, der in Richtung Westen ins Kremnitztal und in Richtung Osten ins Dobertal abfällt. Ein Anliegerweg führt nach Rappoltengrün (0,3 km östlich).

## Geschichte
In einem Ortsverzeichnis von 1820 wurden für Rappoldengrün noch keine weiteren Ortsteile verzeichnet. In der Bayerischen Uraufnahme, die in der ersten Hälfte des 19. Jahrhunderts entstanden ist, wurde Wolfenhof verzeichnet. Es trug die Haus Nr. 11 des Ortes Rappoldengrün.
Im Zuge der Gebietsreform in Bayern wurde Wolfenhof am 1. Januar 1975 nach Teuschnitz eingemeindet.

### Einwohnerentwicklung
| Jahr      | 001861 | 001871 | 001885 | 001900 | 001925 | 001950 | 001961 | 001970 | 001987 |
| Einwohner | 16     | 7      | *      | *      | *      | *      | *      | 9      | 5      |
| Häuser    |        |        | *      | *      | *      | *      | *      |        | 1      |
| Quelle    | [ 8 ]  | [ 9 ]  | [ 10 ] | [ 11 ] | [ 12 ] | [ 13 ] | [ 14 ] | [ 15 ] | [ 1 ]  |

## Religion
Die Katholiken sind nach Mariä Himmelfahrt (Teuschnitz) gepfarrt.